# Stig Hartvig Nielsen
Stig Hartvig Nielsen er en dansk medieperson. 
Han arbejdede ved Radio Aarhus i startfirserne.[kilde mangler]
Han startede Radio Viborg og var stationens leder fra 1984 til 1989.
Siden fortsatte han i Randers, hvor han startede Radio ABC og senere Radio Alfa – og var leder her fra 1990 til 1996.
I 1990 startede han sit eget firma, Hartvig Media ApS, der bl.a. udgav Radio TV Håndbogen – en oversigt over alle radio- og tv-stationer i Danmark, Færøerne og Grønland og som udkom i alt 34 gange – sidste gang i april 2008. 
I 1996-1997 var Stig Hartvig Nielsen medlem af DR Radios chefredaktion og leder for DR's regionalradioer. 
I 2005-2006 var han medlem af DR's bestyrelse.
Stig Hartvig Nielsen lancerede i 2001 og 2002 internetportalerne radionyt.com og tvnyt.com.
Radionyt.com var Danmarks ældste medie for radioverdenen.
I januar 2012 solgte han radionyt.com til Island Media Group ApS.
Stig Hartvig Nielsen var student fra Viborg Amtsgymnasium.